# Султан Валад
Баха ад-Дин Мухаммад-и Валад (перс. بها الدین محمد ولد‎ ;24 апреля 1226, Караман — 11 ноября 1312, Конья), более известен как Султан Велед (перс. سلطان ولد‎, тур. Sultan Veled) — старший сын Джалаладдина Руми, выдающийся персидский поэт-суфий, а также основатель суфийского ордена Мевлеви (перс. مولویه‎).

## Биография
Родился 24 апреля 1226 года в городе Ларинде Малой Азии (современная Турция) в семье Джалаладдина Руми от его жены Гавхархатун — дочери хорасанского эмигранта Шарафуддина Лоло Самарканди.
Первоначальное образование в детстве Султан Валад получил у своего отца. Затем был учеником Шамса Табрези и обучился у него основам суфизма. Несколько позже он стал учеником шейха Салахуддина Заркуба. В его воспитании велик также вклад Хисамуддина Чалаби. В дальнейшем в течение семи лет сын Руми был учеником Шейха Каримуддина (ум. ноябрь 1292) — сына Бектемура. Но сведений об этом ученичестве султана Валада в источниках сохранились очень мало. По некоторой информации его отношения с шейхом Каримом были подобны отношениям Шамса и Руми, и поэтому, опасаясь своего окружения, Султанвалад держал эти отношения в тайне, и чтобы не повторилась судьба Шамса, он не познакомил Карима со своими друзьями. Причиной неизвестности имени шейха связывают именно с этим моментом.
Султанвалад некоторое время также учился в Шаме (средневековое название Сирии) — в городе Халебе (Алеппо). Султан Валад до последних дней жизни своего отца был его единомышленником, поддерживал его идеи и сопровождал его в путешествиях. Даже в ночи смерти отца он был над его кроватью и не спал. Последнее стихотворение Руми (رو سر بنه به بالین تنها مرا رها کن — «Иди, ложись спать, только оставь меня наедине…»), по сведениям Афлаки, является обращением мыслителя к сыну.

## Трудовой путь
После смерти отца в 1273 году некоторые друзья Руми попросили султана Валада занять его место, однако, из-за того, что быть главой Джалаледдин завещал своему другу Хисамуддину Чалаби, Валад отверг это предложение. Только после смерти Хисамуддина 25 октября 1284 года султан Валад стал главой круга учеников своего отца.
Султан Валад как глава многочисленных учеников отца основал суфийский тарикат Мевлеви. Целью создания ордена была сохранение в определённых рамках идей, обычаев и ритуалов, основанных Руми. Для распространения ордена в других регионах Султан Валад начал назначать своих халифов.
Отношения сына Руми с сельджукидскими правителями, как и у его отца, были очень хорошими, поэтому Аламуддин Кайсар оказал ему материальную помощь в строительстве гробницы Джалаледдина. По этой причине Султан Валад восхвалял этого сельджукского султана в своих стихотворениях. Кроме того, Хисамуддин ибн Ойинадор, который позже собрал диван стихов султана Валада, а также нижеследующие правители и знаменитые личности этой эпохи были восхвалены им: Гурджихатун и Мазхабуддин (жена и отец Му’инуддина Парвоны), Сахиб Фахруддин Ата и Сахиб А’зам Таджуддин Хусайн (сельджукский везир и его сын), Сельджукхатун, Фатимахатун и Кумаджхатун (дочери и жена Кылыч-Арслана IV), Хамза, Ахи Амир Хаджи, Хисамуддин Афсах, Шарафуддин ибн Хатируддин, Ибн Хатир, Акмалуддин Ан-Нахчувани, Акмалуддин Табиб, Мадждуддин Али ибн Ахмад и т. д. Султан Валад вохвалял также сельджукского султана Мас’уда и просил у него помощи. Он имел хорошие отношения также с потомками монгольских правителей — Самакарнавидами и восхвалял их в своих произведениях. Кроме того, примечательно, что мыслитель очень любил свой город, где он родился и такие местности Малой Азии как Анталия, Конье, Аксара, Кутахия и т. д., и описывал и восхвалял их в своей поэзии.
Султан Валад умер 11 ноября 1312 года.

## Труды
Научное и литературное наследие Султанвалада имеет большую ценность. Он оставил в наследие следующие произведения:
1. Диван (араб. ديوان‎, перс. ديوان‎), который состоит из газелей, касида, тарджеъбанд, китъа и рубайат в объёме 12719 бейтов-двустиший. Большинство из этих стихов представляет собой подражание стихам отца, по этой причине всех их в сборе иногда упоминают под названием «Китоби мунозираи Мавлоно бо Султонвалад» («Книга диспутов Руми с Султанваладом»). Абсолютное большинство стихов дивана написано на персидском языке языке, кроме 10 газелей, которые сочинены на турецком и несколько бейтов, написанных, как и Джалаледдином Руми, на греческом языке.
Образец газели:
چون ز عشق رخ او نیست مرا هیچ قرار
آمدم باز که بینم رخ آن خوب عذار
می عشقش چو بنوشید دلم از کف جان
مست گشتم که نداندم سر خود از دستار
بدویدم بدر یار و بگفتم ای ماه
که برون آی ز پرده بنما آن رخسار
بنمود او رخ خود را که بمن بنگر لیک
طمع و طلم زنهار توهش دار و مدار
گفتم ای جان نظری کهن سوی این خسته دلم
که ز بدر رخ تو همچو هلالست نزار
غیر تو هیچ کسی نیست بعالم دیگر
از سر لطف بدان دست سر بنده بخار
گفت بگذار مرا رو غم خود خور یارا
تا نگردی تو هلاک و نشوم من افکار
عاشقان رخ من خونی و رندند و دلیر
تیغ بر روت کشند از سر غیرت ناچار
گفتم ای بت غم عشقت نه چنانست که آن
برود از سر من گر بکشندم بردار
چاره خود نیست مرا از دو یکی کار اکنون
یا بوصلت برسم یا که شوم کشتهء زار
از برای تو اگر کشت شوم باکی نیست
مرگ باشد پی آن شخص که باشد بیمار
فد من گشت خمیده مثل چنگ ز غم
بنوازش نفسی گرنه شد از عشق چو تار
گر بخوانی تو بر خویش مرا وررانی
کز غم عشق تو من هیچ نگردم بیزار
تا منم زنده فغانست نصیبم بجهان
گه کنم شوی بکوی تو گهی در بازار
تاج و تختست ولد را غم عشقت صنما
فخر آرد زغلامیت و ندارد او عار
(1959).

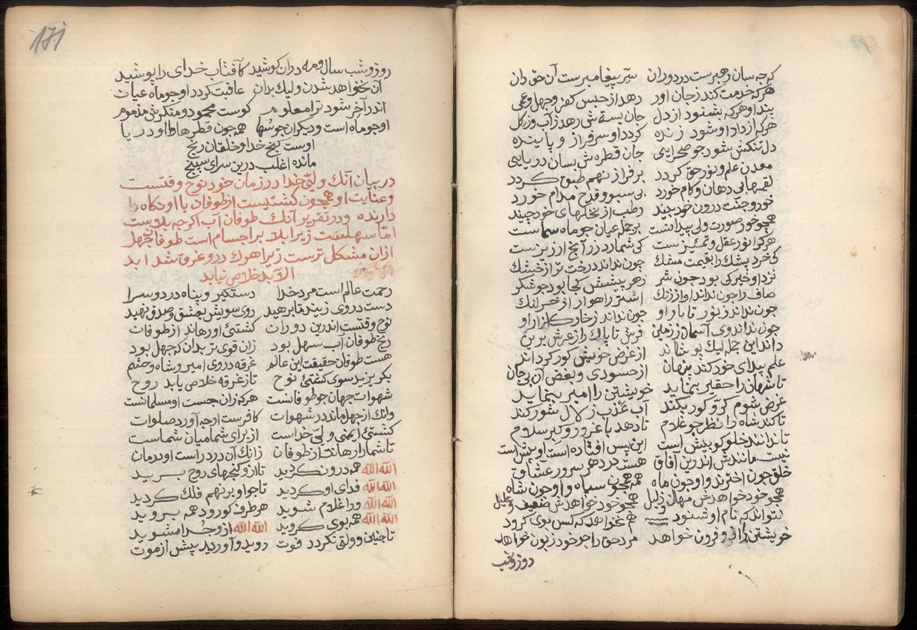
Копия произведения «Ибтидонама» в Национальной библиотеке Кирилла и Мефодия, София, Болгария

2. «Ибтидонама» (перс. ابتدانامه‎, «Книга начала»), которая представляет собой жанр маснави, и назван самим Султанваладом «Маснавии валади» (или «Валаднама» — «Маснави сына» или «Книга сына»), однако по первому слову этой книги её обычно называют «Ибтидонама». Это маснави состоит из 9435 бейтов и полностью (кроме несколько его бейтов на турецком) написано на персидском языке. Он написан в подражание «Маснавии ма’нави» в 1291 г. и охватывает рассказы об его отце, о самом авторе, о Бурхануддине Мухаккике, Шамсе Табрези, Хисамуддине Чалаби, Салахуддине Заркубе и других.
3. «Рубабнама» (перс. رباب نامه‎, «Книга о рубабе»), которая по жанру представляет собой маснави на персидском языке и состоит из 8091 бейтов. Эта книга также написана автором в подражание «Маснавии ма’нави» в 1301 г.
4. «Интихонама» (перс. انتها نامه‎, «Книга конца»), которая также по жанру является маснави на персидском языке языке и написана в подражание «Маснави» отца её автора. Произведение состоит из 8313 бейтов.
5. «Маариф» (перс. معارف ولدی‎, «Познание»), который является прозаическим произведением на персидском языке языке и написан в подражание «Маариф» деда автора — Бахауддина Валада и «Фихи ма фихи» его отца — Джалаледдина Руми. Эта книга мало, чем отличается от его произведений в жанре маснави, и в ней даже повторяются некоторые их рассказы. В книге содержатся и некоторые исторические сведения.
Кроме того, Султанваладу приписываются такие произведения как «Ишкнама» («Книга о любви»), «Рисолаи э’тикод» («Трактат о веровании») и «Тарошнама» («Трактат о бритье»), что, по справедливому замечанию Ф. Льюиса, является абсолютно беспочвенным предположением.